# RedOne
Nadir Khayat (àrab: نادر خياط, Nādir Ḫayyāṭ) (Tetuan, 9 d'abril de 1972), més conegut pel nom artístic RedOne, és un cantant, compositor, productor discogràfic i executiu discogràfic marroquí-suec.
RedOne ha establert el seu propi segell discogràfic anomenat RedOne Records. Normalment produeix cançons de pop, rock, R&B, house, hip hop i dance. Com a productor discogràfic i compositor, ha treballat amb molts artistes de gran renom, sobretot Lady Gaga, Akon, Michael Jackson, RBD, Now United, U2, Nicki Minaj, Jennifer Lopez, Nicole Scherzinger, Gru, Sergio Ramos, Cross Gene, MIKA, Pitbull, Enrique Iglesias, Shakira, Wyclef Jean, Mariah Carey, Paulina Rubio, Mylène Farmer, Mohombi, Inna, Alexandra Burke, Austin Mahone, One Direction, Marc Anthony, The Band Perry, Prince Royce, Rod Stewart i Usher, entre molts altres.
La seva discografia com a productor compta amb molts èxits de Billboard i internacionals.
RedOne ha estat nominat a deu premis Grammy, guanyant-ne tres. També se li va atorgar el premi Grammis al productor de l'any, que és l'equivalent suec als premis Grammy. El 2009, va ser el productor número u del Billboard Hot 100, classificant-se com a número tres com a compositor i BMI Songwriter of the Year.